# Saxifraga petraea
Saxifraga petraea är en stenbräckeväxtart som beskrevs av Carl von Linné. Saxifraga petraea ingår i Bräckesläktet som ingår i familjen stenbräckeväxter. Inga underarter finns listade i Catalogue of Life.